# Brephos nyassana
Brephos nyassana là một loài bướm đêm trong họ Noctuidae.